# التسميد بالحقن

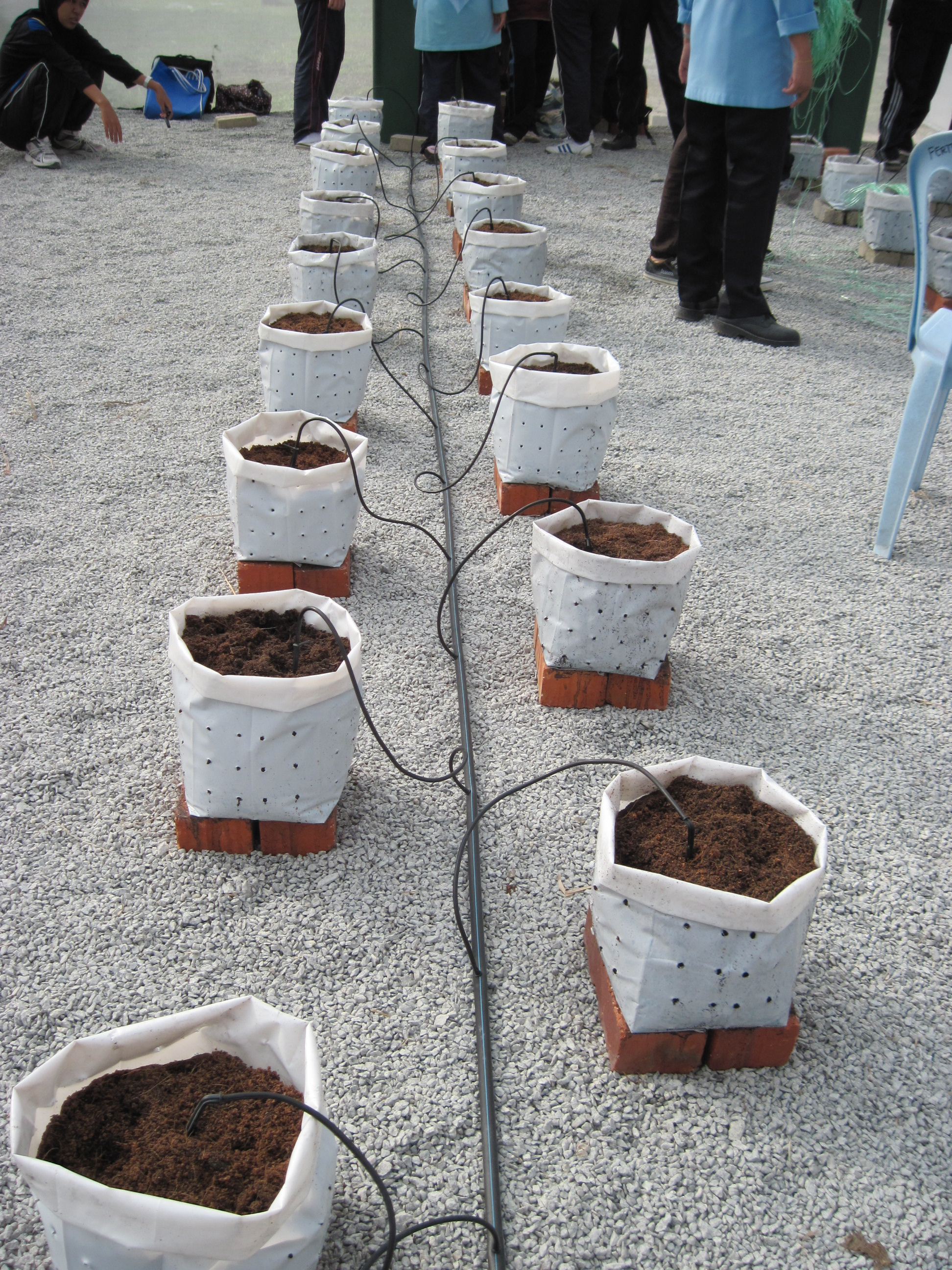
التسميد بالحقن باستخدام كيس أبيض

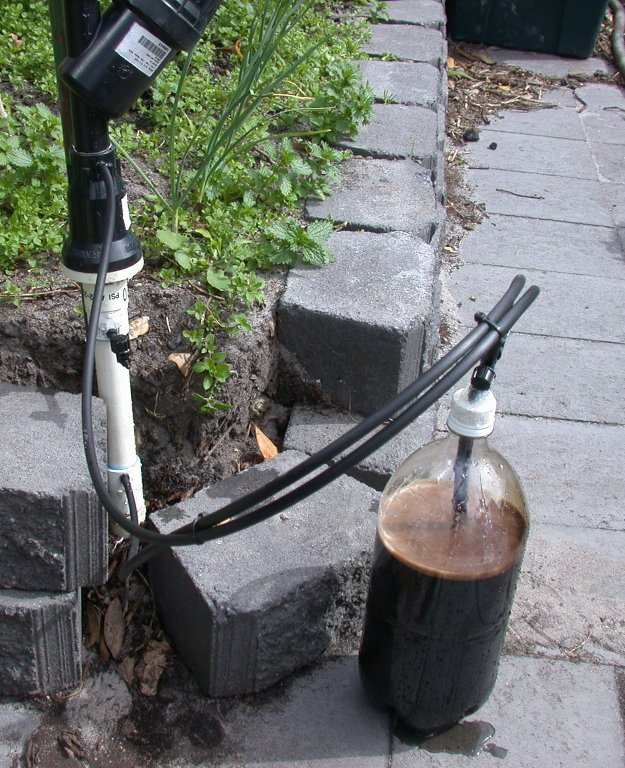

التسميد بالحقن هو حقن الأسمدة المستخدمة في تحسين التربة و تعديل المياه وغيرها من المنتجات القابلة للذوبان في الماء في نظام الري.
يرتبط التسميد بالحقن بالتسميد الكيميائي، أي حقن المواد الكيميائية في نظام الري. يتم استخدام المصطلحين في بعض الأحيان بالتبادل، ومع ذلك فإن عملية إضافة المواد الكيميائية هي بشكل عام عملية أكثر تحكماً وتنظيماً نظراً لطبيعة المواد الكيميائية المستخدمة. غالباً ما يشتمل الري الكيميائي على مبيدات حشرية للأعشاب و مبيدات الفطريات، والتي يشكل بعضها تهديداً صحياً للإنسان والحيوان والبيئة.

## الاستخدامات
يمارس التسميد بالحقن على نطاق واسع في الزراعة التجارية والبستنة. كما يتم استخدامه بشكل متزايد في تنسيق الحدائق حيث أصبحت وحدات الموزع أكثر موثوقية وأسهل في الاستخدام. يستخدم التسميد بالحقن لإضافة مغذيات إضافية أو لتصحيح نقص المغذيات المكتشفة في تحليل الأنسجة النباتية. يُمارس عادةً على المحاصيل عالية القيمة مثل الخضروات والعشب وأشجار الفاكهة ونباتات الزينة.

## المغذيات شائعة الاستخدام
يمكن استخدام معظم المغذيات النباتية من خلال أنظمة الري. النيتروجين هو أكثر المغذيات النباتية استخداماً. النيتروجين الموجود طبيعياً (N2) هو جزيء ثنائي الذرة يشكل حوالي 80٪ من الغلاف الجوي للأرض. لا تستطيع معظم النباتات أن تستهلك النيتروجين ثنائي الذرة بشكل مباشر، لذلك يجب وضع النيتروجين كمكوِّن لمواد كيميائية أخرى يمكن أن تستهلكها النباتات. بشكل عام يتم استخدام الأمونيا اللامائية و نترات الأمونيوم و اليوريا كمصادر متوفرة بيولوجياً للنيتروجين. تشمل العناصر الغذائية الأخرى التي تحتاجها النباتات الفوسفور و البوتاسيوم. مثل النيتروجين، تحتاج النباتات هذه المواد لتعيش ولكن يجب وضعها في مواد كيميائية أخرى مثل فوسفات الأمونيوم الأحادي أو فوسفات ثنائي الأمونيوم لتعمل كمغذيات متوفرة حيوياً. مصدر شائع للبوتاسيوم هو كلوريد البوتاسيوم كيميائياً. يتم استخدام تحليل خصوبة التربة لتحديد العناصر الغذائية الأكثر استقراراً التي يجب استخدامها.

## مزايا
تشمل مزايا طرق التسميد بالحقن بالنسبة للطرق التقليدية أو طرق التسميد بالتنقيط ما يلي:
- زيادة امتصاص المغذيات من قبل النباتات.
- النسب الدقيقة للمغذيات، حيث يذهب الماء تذهب المغذيات.
- القدرة على وضع «الجرعات الدقيقة», وتغذية النباتات بما يكفي فقط بحيث يمكن امتصاص العناصر الغذائية ولا تترك لتغسلها مياه العواصف في المرة القادمة التي تمطر فيها.
- التقليل من الأسمدة والكيماويات والمياه اللازمة.
- انخفاض ترشيح المواد الكيميائية في إمدادات المياه.
- انخفاض استهلاك المياه بسبب زيادة كتلة الجذر للنبات على حبس المياه والاحتفاظ بها.
- يمكن التحكم في تطبيق العناصر الغذائية في الوقت المحدد والمعدل الضروري.
- تقليل مخاطر إصابة الجذور بالأمراض التي تنتقل عن طريق التربة من خلال التربة الملوثة.
- الحد من تآكل التربة حيث يتم ضخ العناصر الغذائية من خلال نظام التنقيط المائي. ينخفض النضح في كثير من الأحيان من خلال الأساليب المستخدمة لتسميد.

## سلبيات
- قد ينخفض تركيز المحلول مع ذوبان الأسمدة، وهذا يعتمد على اختيار المعدات. إذا تم اختيارها بشكل سيئ فقد يؤدي إلى سوء وضع المغذيات.
- يجب فصل إمدادات المياه للتسميد عن إمدادات المياه المنزلية لتجنب التلوث.
- فقدان الضغط المحتمل في خط الري الرئيسي.
- تعتمد العملية على عدم تقييد إمدادات المياه عن طريق تقنين الجفاف.

## الطرق المستخدمة
- الري بالتنقيط - أقل هدراً من الرشاشات. وهو أكثر كفاءة في استخدام الأسمدة، ويمكن أن يكون أيضاً طريقة لزيادة امتصاص المغذيات في النباتات مثل القطن.[2] يمكن أن يؤدي الري بالتنقيط باستخدام التسميد بالحقن أيضاً إلى زيادة محصول وجودة الفاكهة والزهور، خاصة في أنظمة التنقيط تحت السطحية بدلاً من شريط التنقيط السطحي. [3]
- أنظمة الرش - تزيد من جودة الأوراق والفاكهة.
- يتم توفير سماد التطبيق المستمر بمعدل ثابت.
- الري ثلاثي المراحل يبدأ بدون أسمدة. يتم استخدام الأسمدة في وقت لاحق من العملية بمجرد أن تصبح الأرض رطبة، والمرحلة النهائية تزيل الأسمدة من نظام الري.[4]
- التطبيق النسبي - معدل الحقن يتناسب مع معدل تصريف المياه.
- يتم تطبيق محلول المغذيات الكمي بكمية محسوبة لكل كتلة ري.
- تشمل الطرق الأخرى للتطبيق الحركة الجانبية، ومدفع متنقل، وأنظمة المجموعة الصلبة.

## تصميم النظام
يساعد التسميد بالحقن في توزيع الأسمدة للمزارعين. يتكون أبسط أنواع أنظمة التسميد بالحقن من خزان بمضخة وأنابيب توزيع وشعيرات دموية وقلم تنقيط.
يجب وضع جميع الأنظمة على منصة مرتفعة أو محكمة الغلق، وليس على اتصال مباشر بالأرض. يجب أيضاً تزويد كل نظام بصواني انسكاب مواد كيميائية.
بسبب المخاطر المحتملة لتلوث إمدادات مياه الشرب، فإن جهاز منع التدفق العكسي مطلوب لمعظم أنظمة التسميد بالحقن. قد تختلف متطلبات التدفق العكسي بشكل كبير. لذلك من المهم جداً فهم المستوى المناسب لمنع التدفق العكسي الذي يحدده القانون. في الولايات المتحدة عادةً ما يتم تحديد الحد الأدنى لحماية التدفق العكسي من خلال لوائح تضعها الدولة. يسمح لكل مدينة أو بلدة تحديد مستوى الحماية المطلوب.

## فهرس
1. أسدي، مي، 1998. «إدارة المياه والنيتروجين للحد من تأثير النترات». وقائع المؤتمر الدولي الخامس للهندسة الزراعية، 7-10 ديسمبر، بانكوك، تايلاند، الصفحات من 602 إلى 616.
2. Asadi, ME, Clemente, RS2000. «تأثير استخدام الأسمدة النيتروجينية على البيئة». وقائع المؤتمر الدولي السادس للهندسة الزراعية، 4-7 ديسمبر، بانكوك، تايلاند. ص 413-423.
3. Asadi, ME, Clemente, RS, Gupta, AD, Loof, R., and Hansen, GK 2002. «آثار التسميد عن طريق الري بالرش على ترشيح النترات ومحصول الذرة على تربة حمض الكبريتات في تايلاند. إدارة المياه الزراعية»52 (3): 197-213.
4. أسدي، الشرق الأوسط، 2004. «الاستخدام الأمثل للمياه والأسمدة النيتروجينية في الزراعة المستدامة». البرنامج والملخصات N2004. مؤتمر النيتروجين الدولي الثالث. ١٢-١٦ أكتوبر، نانجينغ، الصين. ص. 68.
5. أسدي، مي، 2005. «التسميد كنظام هندسي لتعزيز كفاءة الأسمدة النيتروجينية». وقائع المؤتمر الدولي الثاني: تكنولوجيا المعلومات في الزراعة والأغذية والبيئة (ITAFE), 12-14 أكتوبر، أضنة، تركيا، ص. 525-532.
6. قسم الموارد الطبيعية، البيئة، «أنظمة التسميد». الويب. 4 مايو 2009.
7. هانسون، بلين ر., هوبمانز، جان، سيمونيك، جيركا. «تأثير استراتيجية التسميد على توافر النيتروجين وترشيح النترات باستخدام الري الدقيق». HortScience 2005 40: 1096
8. وزارة الزراعة وخدمات المستهلك في نورث كارولينا، www.ncagr.com/fooddrug/pesticid/chemigation2003.pdf "Chemigation & Fertigation". (2003) 4 مايو 2009.
9. نيلسن، جيري، كابل، فرانك، نيلسن، دينيس. "طريقة التسميد تؤثر على أداء" الكرز الحلو لابينز على جيزيلا 5 روتستوك ". HortScience 2004 39: 1716-1721
10. دائرة الصناعات الأولية في نيو ساوث ويلز، «التسميد البستاني». 2000.
11. السحيمي، محمد ياسر؛ محمد، أ. محمود، س. خضر د. (18 يوليو 2012). «تأثير الركائز على نمو وإنتاجية الزنجبيل المزروع باستخدام الزراعة بدون تربة», مجلة الزراعة الاستوائية وعلوم الغذاء, المعهد الماليزي للبحوث الزراعية والتنمية 40 (2) ص. 159 - 168. (سيلانجور)